# Pedro Gonçalves
Pedro António Pereira Gonçalves, meglio conosciuto come Pedro Gonçalves o Pote (Chaves, 28 giugno 1998), è un calciatore portoghese, centrocampista dello Sporting Lisbona e della nazionale portoghese, con la quale ha vinto la UEFA Nations League 2024-2025.

## Caratteristiche tecniche
Gioca prevalentemente come trequartista ma può essere schierato grazie alla sua duttilità tattica, anche come ala su ambo le fasce offensive, dotato tecnicamente, si dimostra abile negli inserimenti offensivi, possiede inoltre una buone visione di gioco, ed un ottimo tiro dalla lunga distanza.

## Carriera

### Club
Percorso nelle giovanili
Cresciuto calcisticamente nelle giovanili del Chaves passa poi per cinque anni nelle file del Braga, successivamente a 17 anni, si trasferisce in Spagna giocando per le giovanili del Valencia, per poi passare l'anno successivo agli inglesi del Wolverhampton dove fa il suo esordio in prima squadra il 28 agosto 2018, nella partita di Coppa di Lega inglese vinta per 2-0 in trasferta contro lo Sheffield Weds, tuttavia durante l'intera stagione non trova spazio al Wolverhampton, facendo così ritorno in patria.
Famalicao
Il 2 luglio 2019 firma con il Famalicão, un contratto di cinque anni. Con il club portoghese disputa una buona stagione, segnando 5 reti in 33 presenze, sfiorando tra l'altro con il club lusitano, la qualificazione in Europa League.
Sporting Lisbona
Il 18 agosto del 2020 viene acquistato dallo Sporting Lisbona, per una cifra attorno ai 6,50 milioni di euro e firmando per cinque anni. A fine stagione vincerà il campionato da protagonista con i Leões, chiudendo la stagione a livello personale con ben 23 marcature, valendosi anche del titolo di capocannoniere. Inizia la stagione successiva, il 31 luglio 2021, siglando la rete della vittoria in supercoppa portoghese nel 2-1 inflitto al Braga. A fine ottobre dello stesso anno, rinnova il proprio contratto con i verdebianchi fino al 30 giugno 2026. Pochi giorni più tardi, sigla la sua prima doppietta in Champions League nella vittoria interna dello Sporting per 4-0 contro il Beşiktaş. Il 24 novembre 2021 si ripete contro il Borussia Dortmund, siglando una doppietta nella vittoria in Champions League per 3-1.
Nel corso della stagione 2022/2023 realizza 15 goal e 12 assist in 33 presenze di Primeira Liga. Il 16 marzo 2023 realizza un goal da centrocampo, nella sfida contro l'Arsenal in Europa League firmando il pareggio della squadra portoghese per 1-1, gara poi vinta 4-6 ai calci di rigore.
Trascina lo Sporting Lisbona alla vittoria della Primeira Liga durante la stagione 2023/2024 con 11 goal e 12 assist in 32 presenze.

### Nazionale
Dopo aver militato nelle varie nazionali giovanili lusitane, il 4 settembre 2020 fa il suo debutto nella nazionale Under-21 portoghese nella partita di qualificazione agli Europei del 2021, vinta per 4-0 in trasferta contro Cipro. Il 13 ottobre dello stesso anno, realizza una doppietta con la maglia dell'Under-21 portoghese nella vittoria per 3-0 fuori casa contro Gibilterra. Il 4 giugno 2021 esordisce in nazionale maggiore portoghese, nel secondo tempo della partita amichevole, contro la Spagna terminata 0-0. Pochi giorni dopo viene convocato dal CT Fernando Santos per il campionato europeo di calcio 2020.

## Statistiche

### Presenze e reti nei club
Statistiche aggiornate al 17 maggio 2025.
| Stagione                | Squadra                 | Campionato              | Campionato | Campionato | Coppe nazionali | Coppe nazionali | Coppe nazionali | Coppe continentali | Coppe continentali | Coppe continentali | Altre coppe | Altre coppe | Altre coppe | Totale | Totale |
| Stagione                | Squadra                 | Comp                    | Pres       | Reti       | Comp            | Pres            | Reti            | Comp               | Pres               | Reti               | Comp        | Pres        | Reti        | Pres   | Reti   |
| ----------------------- | ----------------------- | ----------------------- | ---------- | ---------- | --------------- | --------------- | --------------- | ------------------ | ------------------ | ------------------ | ----------- | ----------- | ----------- | ------ | ------ |
| 2018-2019               | Wolverhampton           | PL                      | -          | -          | FACup+CdL       | 0+1             | 0               | -                  | -                  | -                  | -           | -           | -           | 1      | 0      |
| 2019-2020               | Famalicão               | PL                      | 33         | 5          | CP+CdL          | 6+1             | 2+0             | -                  | -                  | -                  | -           | -           | -           | 40     | 7      |
| 2020-2021               | Sporting Lisbona        | PL                      | 32         | 23         | CP+CdL          | 1+3             | 0               | UEL                | 1                  | 0                  | -           | -           | -           | 37     | 23     |
| 2021-2022               | Sporting Lisbona        | PL                      | 27         | 8          | CP+CdL          | 4+4             | 2+0             | UCL                | 5                  | 4                  | SP          | 1           | 1           | 41     | 15     |
| 2022-2023               | Sporting Lisbona        | PL                      | 33         | 15         | CP+CdL          | 1+6             | 0+2             | UCL+UEL            | 5+6                | 0+3                | -           | -           | -           | 51     | 20     |
| 2023-2024               | Sporting Lisbona        | PL                      | 32         | 11         | CP+CdL          | 5+3             | 4+0             | UEL                | 9                  | 3                  | -           | -           | -           | 49     | 18     |
| 2024-2025               | Sporting Lisbona        | PL                      | 14         | 5          | CP+CdL          | 1+0             | 0+0             | UCL                | 3                  | 0                  | SP          | 1           | 1           | 19     | 6      |
| Totale Sporting Lisbona | Totale Sporting Lisbona | Totale Sporting Lisbona | 138        | 62         |                 | 28              | 8               |                    | 29                 | 10                 |             | 2           | 2           | 197    | 82     |
| Totale carriera         | Totale carriera         | Totale carriera         | 166        | 67         |                 | 35              | 10              |                    | 29                 | 10                 |             | 2           | 2           | 232    | 89     |

### Cronologia presenze e reti in nazionale
| Cronologia completa delle presenze e delle reti in nazionale ― Portogallo | Cronologia completa delle presenze e delle reti in nazionale ― Portogallo | Cronologia completa delle presenze e delle reti in nazionale ― Portogallo | Cronologia completa delle presenze e delle reti in nazionale ― Portogallo | Cronologia completa delle presenze e delle reti in nazionale ― Portogallo | Cronologia completa delle presenze e delle reti in nazionale ― Portogallo | Cronologia completa delle presenze e delle reti in nazionale ― Portogallo | Cronologia completa delle presenze e delle reti in nazionale ― Portogallo |
| Data                                                                      | Città                                                                     | In casa                                                                   | Risultato                                                                 | Ospiti                                                                    | Competizione                                                              | Reti                                                                      | Note                                                                      |
| ------------------------------------------------------------------------- | ------------------------------------------------------------------------- | ------------------------------------------------------------------------- | ------------------------------------------------------------------------- | ------------------------------------------------------------------------- | ------------------------------------------------------------------------- | ------------------------------------------------------------------------- | ------------------------------------------------------------------------- |
| 4-6-2021                                                                  | Madrid                                                                    | Spagna                                                                    | 0 – 0                                                                     | Portogallo                                                                | Amichevole                                                                | -                                                                         | 46’                                                                       |
| 9-6-2021                                                                  | Lisbona                                                                   | Portogallo                                                                | 4 – 0                                                                     | Israele                                                                   | Amichevole                                                                | -                                                                         | 71’                                                                       |
| 5-9-2024                                                                  | Lisbona                                                                   | Portogallo                                                                | 2 – 1                                                                     | Croazia                                                                   | UEFA Nations League 2024-2025 - 1º turno                                  | -                                                                         | 90’                                                                       |
| Totale                                                                    |                                                                           | Presenze                                                                  | 3                                                                         |                                                                           | Reti                                                                      | 0                                                                         |                                                                           |

| Cronologia completa delle presenze e delle reti in nazionale ― Portogallo under 21 | Cronologia completa delle presenze e delle reti in nazionale ― Portogallo under 21 | Cronologia completa delle presenze e delle reti in nazionale ― Portogallo under 21 | Cronologia completa delle presenze e delle reti in nazionale ― Portogallo under 21 | Cronologia completa delle presenze e delle reti in nazionale ― Portogallo under 21 | Cronologia completa delle presenze e delle reti in nazionale ― Portogallo under 21 | Cronologia completa delle presenze e delle reti in nazionale ― Portogallo under 21 | Cronologia completa delle presenze e delle reti in nazionale ― Portogallo under 21 |
| Data                                                                               | Città                                                                              | In casa                                                                            | Risultato                                                                          | Ospiti                                                                             | Competizione                                                                       | Reti                                                                               | Note                                                                               |
| ---------------------------------------------------------------------------------- | ---------------------------------------------------------------------------------- | ---------------------------------------------------------------------------------- | ---------------------------------------------------------------------------------- | ---------------------------------------------------------------------------------- | ---------------------------------------------------------------------------------- | ---------------------------------------------------------------------------------- | ---------------------------------------------------------------------------------- |
| 4-9-2020                                                                           | Larnaca                                                                            | Cipro under 21                                                                     | 0 – 4                                                                              | Portogallo under 21                                                                | Qual. Europeo Under-21 2021                                                        | -                                                                                  | 58’                                                                                |
| 13-10-2020                                                                         | Gibilterra                                                                         | Gibilterra under 21                                                                | 0 – 3                                                                              | Portogallo under 21                                                                | Qual. Europeo Under-21 2021                                                        | 2                                                                                  |                                                                                    |
| 12-11-2020                                                                         | Portimão                                                                           | Portogallo under 21                                                                | 3 – 0                                                                              | Bielorussia under 21                                                               | Qual. Europeo Under-21 2021                                                        | -                                                                                  | 46’                                                                                |
| 15-11-2020                                                                         | Parchal                                                                            | Portogallo under 21                                                                | 2 – 1                                                                              | Cipro under 21                                                                     | Qual. Europeo Under-21 2021                                                        | -                                                                                  | 69’                                                                                |
| 18-11-2020                                                                         | Portimão                                                                           | Portogallo under 21                                                                | 2 – 1                                                                              | Paesi Bassi under 21                                                               | Qual. Europeo Under-21 2021                                                        | -                                                                                  | 56’                                                                                |
| 25-3-2021                                                                          | Capodistria                                                                        | Portogallo under 21                                                                | 1 – 0                                                                              | Croazia under 21                                                                   | Europeo Under-21 2021 - 1º turno                                                   | -                                                                                  | 80’                                                                                |
| 28-3-2021                                                                          | Lubiana                                                                            | Portogallo under 21                                                                | 2 – 0                                                                              | Inghilterra under 21                                                               | Europeo Under-21 2021 - 1º turno                                                   | -                                                                                  | 88’                                                                                |
| 31-3-2021                                                                          | Capodistria                                                                        | Svizzera under 21                                                                  | 0 – 3                                                                              | Portogallo under 21                                                                | Europeo Under-21 2021 - 1º turno                                                   | -                                                                                  | 71’                                                                                |
| Totale                                                                             |                                                                                    | Presenze                                                                           | 8                                                                                  |                                                                                    | Reti                                                                               | 2                                                                                  |                                                                                    |

## Palmarès

### Club
- Coppa di Lega portoghese: 2

Sporting CP: 2020-2021, 2021-2022
- Campionato portoghese: 3

Sporting CP: 2020-2021, 2023-2024, 2024-2025
- Supercoppa di Portogallo: 1

Sporting CP: 2021
- Coppa del Portogallo: 1

Sporting Lisbona: 2024-2025

### Nazionale
- UEFA Nations League: 1

2024-2025

### Individuale
- Capocannoniere della Primeira Liga: 1

2020-2021 (23 gol)